# Swintonia robinsonii
Swintonia robinsonii är en sumakväxtart som beskrevs av Henry Nicholas Ridley. Swintonia robinsonii ingår i släktet Swintonia och familjen sumakväxter. Inga underarter finns listade i Catalogue of Life.